# シャチ
シャチ（鯱、学名: Orcinus orca）は、鯨偶蹄目マイルカ科の海獣である。ハクジラの一種で、マイルカ科の中では最大の種である。シャチ属の唯一の現生種であり、白黒模様の体が特徴である。北極から南極、熱帯海域まで、世界中のさまざまな海洋環境に生息する。
多様な食性を持つ頂点捕食者であり、個々の個体群は魚、サメ、エイ、鰭脚類やイルカ、クジラを含む海洋哺乳類など、特定の種類の獲物に特化していることが多い。社会性が非常に高く、一部の個体群は非常に安定した母系制の群れを形成する。特定の群れでは洗練された狩猟技術と発声行動が世代から世代へと受け継がれており、文化の現れであると考えられている。
国際自然保護連合のレッドリストでは、データ不足と評価されている。2種類以上が存在する可能性が高いため（本稿「タイプ」を参照）である。一部の地域個体群は、獲物の減少、生息地の喪失、PCBによる汚染、水族館のための捕獲、人間の商業漁業との衝突により、絶滅の危機に瀕していると考えられている。2005年には、南部レジデントが米国の絶滅危惧種リストに掲載された。
通常人間にとって脅威とはならず、野生化の個体が人を殺したことはないが、水族館で飼育されている個体が飼育員を殺したケースはある。

## 名称

鯨類に纏わるアイヌ語の地名の分布図。

日本列島では伝説上の生物「鯱」にちなんだ「シャチ」という標準和名のほかにも、「サカマタ」と「タカマツ」を筆頭に、「シャチホコ」「シャカマ」「タカ」「クジラトウシ」「クロトンボ」「オキノカンヌシ」など多様な別名が存在する。
マイルカ科に分類されているものの、クジラを捕食していたことからスペイン語で asesino de ballenas（クジラを殺すもの）と呼ばれるようになり、誤訳により英語では killer whale（殺し屋クジラ）と呼ばれるようになった。1960年代以降は orca が一般的に使用されるようになった。
この orca（複数形 orcae）はもともと古典ラテン語の女性名詞で、「胴が膨らんだ壺」や「クジラの一種」など、複数の意味を持つ。 そしてこの語はさらに古代ギリシア語 ὕρχη（húrkhē）「魚を漬ける土瓶」から借用されたか、あるいは鶴嘴やオリックス、クジラの一種（おそらく、特にイッカク）を指す ὄρυξ（órux）の影響を受けているとも考えられている。また、中世フランス語 orque を経由した orc という語が用いられることもある。
属名（学名） Orcinus は、しばしば同じ綴りのラテン語形容詞 Orcinus「冥界の」と混同され、「冥界の」を意味するとされることもあるが、国際動物命名規約によると、Orcinus はラテン語の女性名詞 orca に男性接尾辞 -inus を付加したものであり、語源が異なる。
Blackfish と呼ばれることもあるが、この呼称は他のクジラ類も指す。Grampus と呼ばれることもあるが、現在ではほとんど使用されていない。ハナゴンドウの属名 Grampus（ハナゴンドウ属）と混同してはならない。
アイヌ語での名称は「レプンカムイ」のほかに、「アトゥイコロカムイ」「カムイフンペ」「イコイキカムイ」などがある。樺太の方言では「レポルン（タ）カムイ」「トマリコロカムイ」「チオハヤク」「カムイチㇱ」とも呼ばれる。礼文地方では「イコイキフンペ」「モハチャンクㇽ」「シハチャンクㇽ」「イモンカヌカルクㇽ」「カムイオッテナ」といった名称があり、幌別地方では「トミンカㇽカムイ」「カムインカㇽクㇽ」「イソヤンケクㇽ」「カムイラメトㇰ」といった名称がある。これらのアイヌ語名のうち、「イコイキカムイ」「イコイキフンペ」「イソヤンケクㇽ」については、後述の「狩り」に由来する名称である。
中国語では、「虎鯨」「殺手鯨」「殺人鯨」などの表記が存在する。

## 分類と系統
本種は、シャチ属唯一の現生種とされる。カール・フォン・リンネによって1758年に『自然の体系』第10版の中でマイルカ属の一種 Delphinus orca Linnaeus, 1758 として記載された。1960年にレオポルト・フィッツィンガーは、これを独自の属 Orcinus に移し、現在の学名 Orcinus orca とした。
命名以前にも、コンラート・ゲスナーは、1558年に出版された『動物誌』4巻の『魚類と水生動物』の中で、グライフスヴァルト湾で座礁して注目を集めた雄個体の調査に基づき、シャチに関する最初の科学的な記述を行った。現在はゴンドウクジラ類とは区別されているが、歴史的にはゴンドウと呼ばれることもあった。
約1100万年前に初めて出現したマイルカ科に分類され、シャチを含む系統はその後まもなく分岐したと考えられている。オキゴンドウ、ユメゴンドウ、ゴンドウクジラ属と形態学的な類似性があるが、シトクロムb遺伝子配列の研究では、カワゴンドウ属に最も近縁であることが判明した。2018年の研究では、シャチはカマイルカ属とイロワケイルカ属を含む分岐群である Lissodelphininae 亜科の姉妹群とされた。2019年以降の系統学的研究では、シャチはマイルカ科の中でタイセイヨウカマイルカに次いで2番目に基底的な種であることが明らかになった。

### タイプ

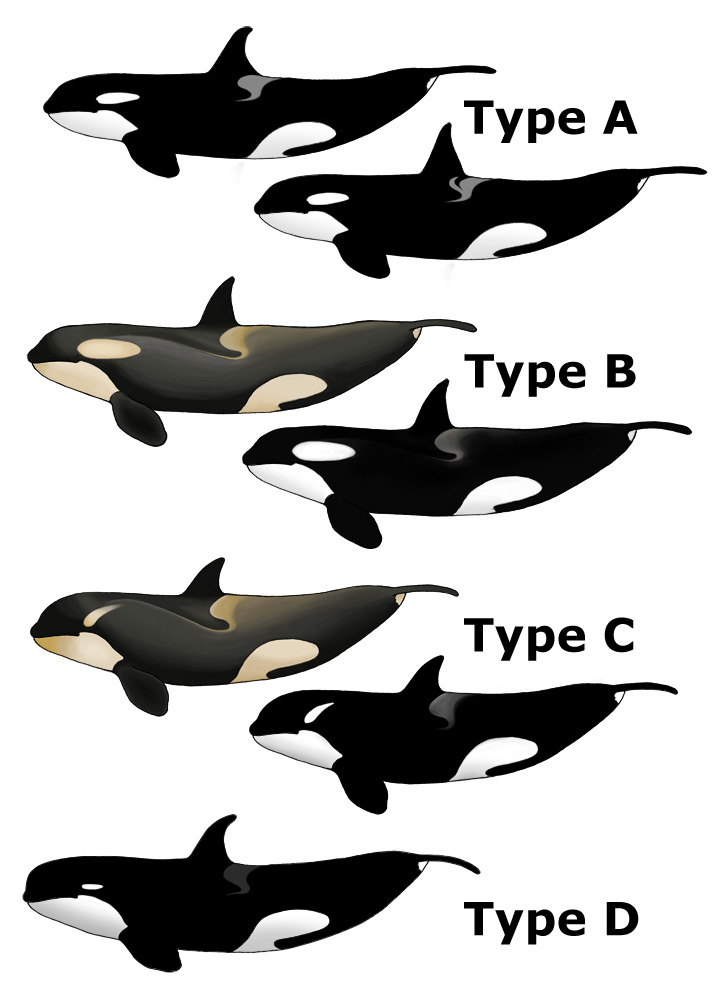
南極海の4タイプ

3–5種類のタイプは、異なる系統、亜種、さらには種と考えられるほどの差異がある可能性がある。IUCNは2008年に、「この属の分類は明らかに見直される必要があり、今後数年間で O. orca はいくつかの異なる種、または亜種に分割される可能性が高い」とした。異なる群れ間の生態学的特徴の大きな変化により、単純に種類を区別することは難しいが、研究の進んでいるカナダのブリティッシュ・コロンビア州で、魚食性の定住型（レジデント）、哺乳類食性の回遊型（トランジェント）、魚食性の沖合型（オフショア）の3タイプの個体群が知られている。他の個体群は十分に研究されていないが、他の場所では魚食と哺乳類食に特化したシャチが区別されている。異なる地域の哺乳類食性の個体群は近縁である可能性が高いと長い間考えられていたが、遺伝子解析によりこの仮説は否定された。
定住型は主に魚を餌とし、大抵は十数頭の家族群を形成して生活する。魚の豊富な季節になると、特定の海域に定住し、餌を追うことから定住型と呼ばれる。それに比べ、回遊型は小さな群れまたは1頭のみで生活し、決まった行動区域を持たず、餌も海に住む哺乳類に限られる。沖合型は文字通り沖合に生息し、何十頭もの巨大な群れを形成する。3つの生態型の中で最もデータが少なく、餌についてもほとんど分かっていないが、傷が多かったり歯がすり減ったりしているという特徴があるため、手強い獲物（サメなど）を捕食しているとも考えられている。
2024年の研究では、北米東部の定住型と回遊型をそれぞれ O. ater と O. rectipinnus という別種として昇格させることが支持された。国際海棲哺乳類学会は、この2種が独立の種なのか亜種なのか不確実性があるとして、2種の認定を拒否した。より完全な世界規模の検討と改訂を待つ間、学会は暫定的にこれらを亜種 Orcinus orca ater と O. o. rectipinnus として認定し、O. o. orca を基亜種とした。
南極海ではタイプA-Dの4つのタイプが記録されている。これらのタイプは形態・生態ともに大きな違いがある。Orcinus nanus と Orcinus glacialis という2つの小型種が、1980年代にソ連の研究者によって記載されたが、ほとんどの鯨類研究者はこれらの種の地位について懐疑的である 。ミトコンドリアDNAの塩基配列の分析の結果、タイプBとCは北太平洋の生態型と同様に別種として認識されるべきであり、その他は追加のデータが明らかになるまで亜種のままとするべきことが明らかになった。タイプDの研究では、他のタイプとは異なり、おそらく独自の種であることが判明した。
タイプA
一般的にイメージされるシャチであり、クロミンククジラ等を主食とする。体は大きく、アイパッチの大きさは中間的。流氷の少ない沖合に棲む。
タイプB
タイプAよりやや小型であり、海生哺乳類を主食とする。クロミンククジラ、ナガスクジラ、ペンギン、アザラシなども捕食する。アイパッチがAの2倍ほど大きく、白色部がやや黄色い。流氷のある沿岸近くに棲む。大型のタイプB1と小型のタイプB2に分けられ、これらは食性や生態も異なる。
タイプC
最も小さいタイプであり、タイプAと比較してオスで100センチメートル、メスで60センチメートルほど小さいと思われる。タラを中心とした魚食性。最も大きな群れを作る。アイパッチが他と比べ小さく、体の中心部の黒白の境界面に対して大きな角度を持つ。白色部がやや黄色い。流氷のある沿岸近くに棲む。
タイプD
2004年以降、提唱されるようになった種。通常よりも小さいアイパッチ、短い背びれ、ゴンドウクジラに似る丸みを帯びた頭部によって認識される。活動範囲は南緯40度線 - 南緯60度の間の亜南極海域で、地球を回るように周回していると考えられている。主な食事については知られていないが、魚類を捕食することが報告されている。

## 特徴

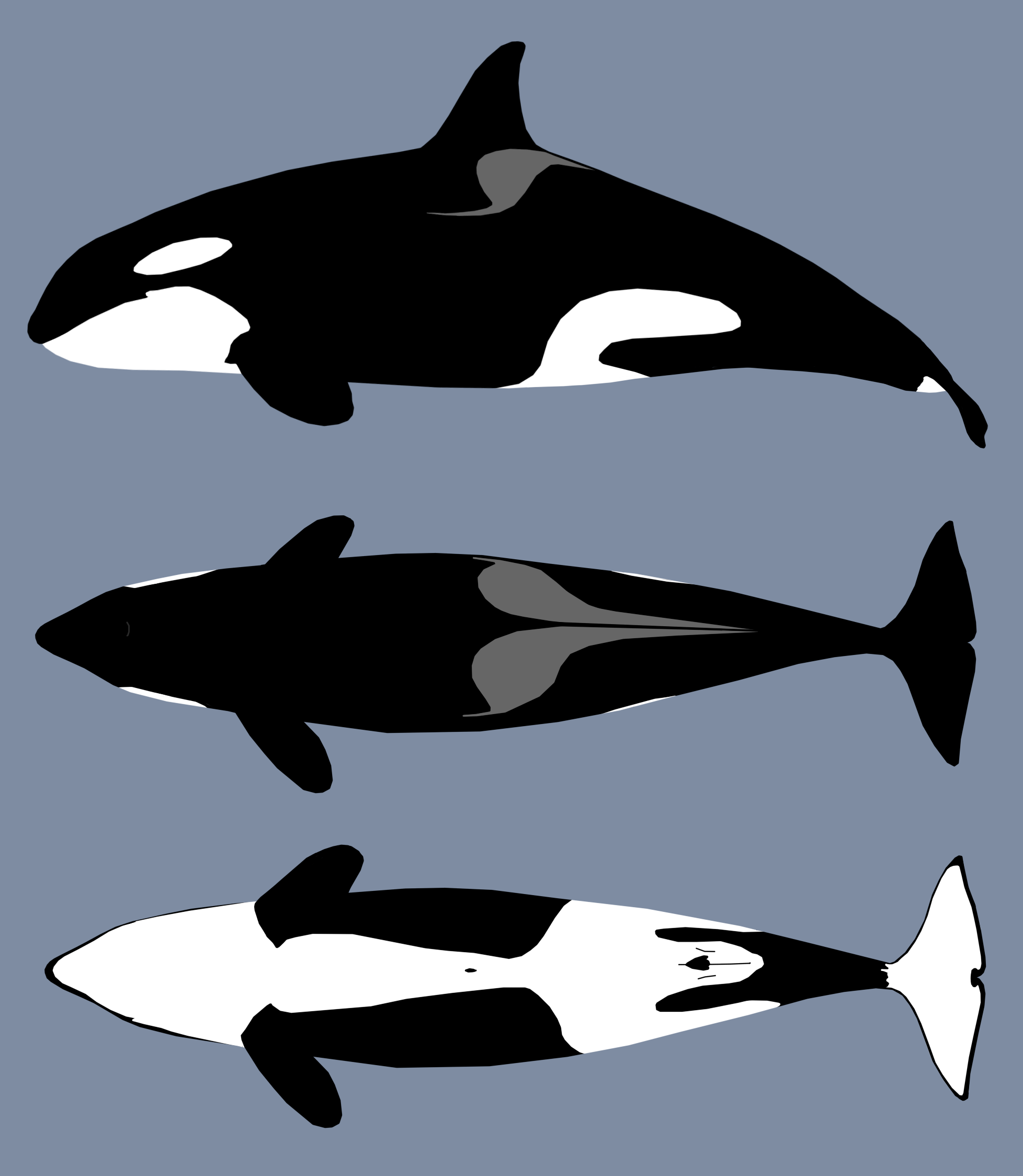
典型的な雌の外観

マイルカ科の中では最大の種である。雄の体長は通常 6–8 m で、体重は6トンを超える。雌はより小さく、体長 5–7 m、体重は3–4トンである。雄は体長9.8m、雌は体長8.5mの記録があり、より大きくなることもある。大型の雄は体重が10トンを超えることもある。生まれたばかりの幼獣の体重は約180kg、体長は約2.4mである。骨格はマイルカ科の典型的なものだが、より頑丈である。
独特の色彩を持っており、成獣は他の種と間違われることは滅多にない。若い個体は遠くから見るとオキゴンドウやハナゴンドウと間違われることがある。体の大部分が黒く、白い部分がはっきりと縁取られている。下顎全体が白く、白い部分は腹側を通って生殖孔まで伸び、狭くなったり広がったりして、先端近くでは側方に広がる。尾びれの下側も白く、両目の上方にアイパッチと呼ばれる白い楕円形の模様があり、背びれの根元にサドルパッチと呼ばれる灰色から白色の模様がある。雌雄で生殖孔付近の皮膚の白黒の模様が異なる。生後間もない個体では、白色部分が黄色やオレンジ色を帯びている。南極の個体群には背中が淡い灰色からほぼ白色のものもある。また南極では、水中の珪藻の影響で体色が茶色や黄色となっている個体群もある。アルビノとメラニズムの個体が記録されている。

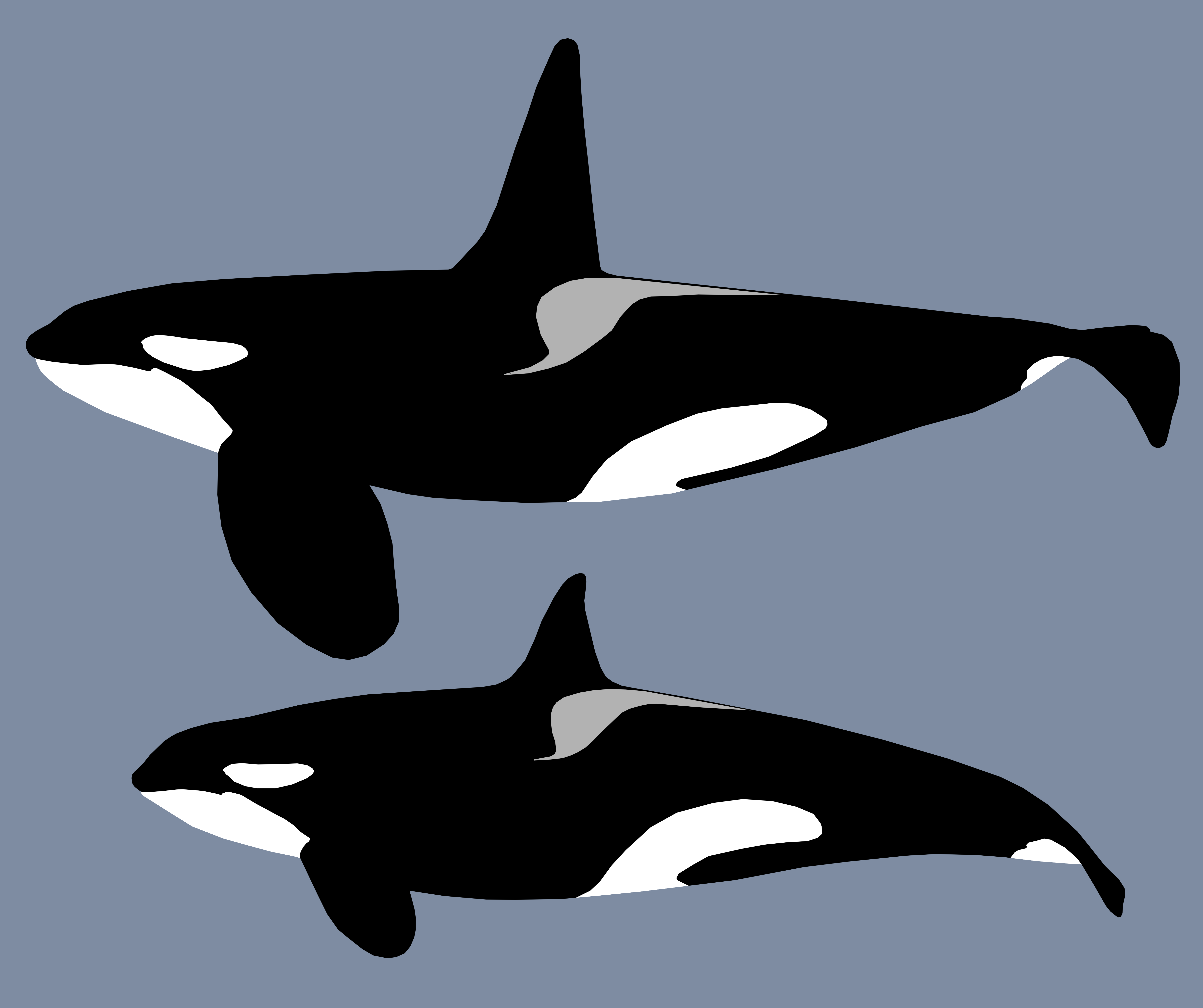
シャチの性的二形。雄(上)は背びれと胸びれ、尾びれが大きい。

胸びれは大きく丸みを帯びており、雄の胸びれは雌よりもかなり大きい。背びれにも性的二形が見られ、雄の背びれは高さ約1.8mと、雌の2倍以上の大きさであり、雄の背びれは細長い二等辺三角形であるのに対し、雌のひれはより湾曲している。雄は雌よりも下顎が長く、頭骨の外後頭稜が大きい。吻先は鈍く、他の種のように突出はしない。長さ8 - 13センチメートルの円錐状の鋭い歯が上下の顎にそれぞれ10-12対並んでいる。歯の形状は全体的にほぼ均一であり、獲物を咀嚼することよりも噛みちぎることに特化したものになっている。歯は非常に強力で、顎の力も強い。口を閉じると、上の歯が下の歯の隙間に収まる。強靭な中歯と奥歯で獲物を固定し、前歯はわずかに前方と外側に傾いており、強力な衝撃から獲物を守る。
水上でも水中でも視力、聴力、触覚ともに優れている。マイルカ科の他種と同様に、非常に洗練されたエコーロケーション能力を持ち、クリック音を発して反響音を聞くことで、水中の獲物やその他の物体の位置と特徴を検知する。平均体温は36–38℃である。ほとんどの海獣と同様に、皮膚の下に厚さ 7.6–10 cm の脂肪層を持っている。水上での脈拍数は60回/分であるが、水中に潜ると30回/分に低下する。
背びれとサドルパッチの形状は個体識別に役立つ。背びれや体の傷、サドルパッチの模様のバリエーションは多様である。北太平洋では、数百個体の識別写真と名前が知られている。写真識別により、個体数を推定ではなく毎年数えることができるようになり、ライフサイクルや社会構造について深い洞察が得られるようになった。

## 分布と生息地

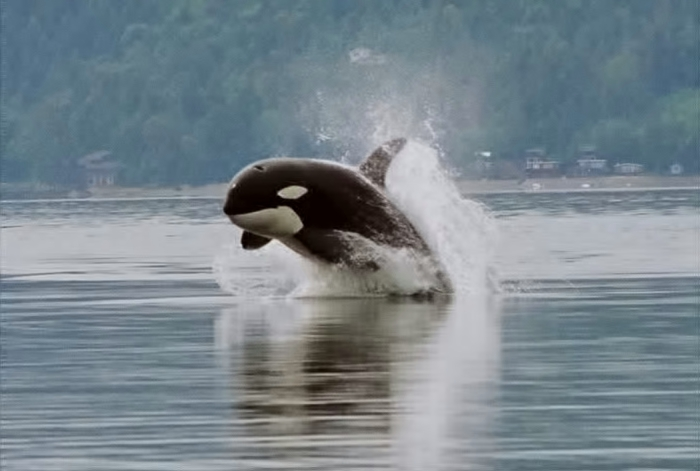
水から飛び出す行動 (ポーポイジング)

すべての大洋に分布し、地中海やアラビア海などほとんどの海域に生息する汎存種で、最も分布域の広い哺乳類である。生息範囲、個体数、生息密度が非常に大きいため、相対的な分布を推定するのは困難だが、外洋よりも高緯度海域や沿岸を好む。アイスランド、ノルウェー、アルゼンチンのバルデス半島、ニュージーランドのクロゼ諸島、カリフォルニア州からアラスカ州までの北アメリカ大陸西海岸の一部では盛んに研究が行われている。インド洋のクローゼット諸島、ニュージーランド、オーストラリア、北海道知床半島、ロシア、ブリテン諸島、ジブラルタル海峡などでも個体群の研究や個体識別が行われている。体系的な調査によると、生息密度が100km2あたり0.4頭以上と高い海域は、ノルウェー沿岸の北東大西洋、アリューシャン列島沿いの北太平洋、アラスカ湾、南極沿岸の南極海である。ブリティッシュコロンビア州、ワシントン州、オレゴン州の海岸に沿った東太平洋、アイスランドとフェロー諸島周辺の北大西洋では100km2あたり0.20-0.40頭と、一般的な密度であると考えられている。
現代の日本列島の周辺では、北方四島から北海道周辺で際立って目撃が多いが、仙台湾、山形県や新潟県、銚子市、相模湾や駿河湾、熊野灘（和歌山県）、見島（萩市）、玄界灘、対馬市、南西諸島、朝鮮半島、中国（黄海など）、台湾など各地域にて時折目撃されている。しかし、第二次世界大戦の終了後から1960年代にかけて東京湾や大阪湾の周辺をふくむ日本列島の各地で1,600頭以上が捕獲されたため、現在の生息数と分布はこれらの捕獲以前よりは大きく制限されていると思われる。日本列島と周囲のアジアの個体群の関係性は明らかになっていないが、中国では黄海北部に1970年代までは安定して出現していたが以降は減少し、近年は中国でも韓国でも毎年のように確認はされているが個体数は非常に少ない。知床半島では、複数の白変個体の出現もふくめてホエールウォッチングが可能なレベルにまで急増しているが、個体数の回復が確認の増加の一因として考えられる。
南極では氷の端まで移動し、より密集した流氷の中にも入り込み、北極のシロイルカのように開けた水路を見つけると考えられている。北極海では季節的に訪れるのみで、夏に流氷に近づくことはない。地球温暖化によってハドソン海峡などの北極海や北方の水域の海氷が急速に減少しているため、近年の生息域は北西大西洋やオホーツク海の奥深くまで拡大しており、シャチによるホッキョククジラやシロイルカやイッカクなどへの脅威が増加した可能性が存在する。
時折河川にも進出し、コロンビア川を160km遡上した記録がある他にも、フレーザー川や堀川などでも河川に侵入した記録が存在する。
回遊については不明な点が多い。毎年夏になると、同じ個体がブリティッシュコロンビア州とワシントン州の海岸に現れる。何十年も研究が行われているが、残りの期間をどこで過ごしているかは不明である。アラスカ南部からカリフォルニア州中部にかけて群れでの回遊が目撃されている。

### 個体数
個体数については不明な点が多いが、2006年の推定値では全世界で最低5万頭とされている。地域ごとでは南極に約2万5000頭、熱帯太平洋に8500頭、北東太平洋沖に2250–2700頭、ノルウェー沖に500–1500頭と推定されている。水産庁は2000年代に、日本周辺の個体数を2321頭と推定した。2024年現在は捕獲が禁止されており、日本近海の正確な個体数は不明である。

## 食性
頂点捕食者であり、自然界に天敵が存在しない。海洋系での食物連鎖の頂点に立ち、武器を使うヒトが唯一の天敵である。ただし弱った個体や体の小さな個体がサメや他の大型のクジラに攻撃されることがある。オオカミの群れのように集団で狩りをするため、「wolves of the sea (海のオオカミ)」と呼ばれることもある。魚、頭足類、哺乳類、海鳥、ウミガメなど、様々な獲物を狩る。ただし個体ごとでは偏食傾向が強く、個体群や生態型が特定の獲物に特化することがあり、獲物となる種に劇的な影響を与える場合もある。熱帯海域では生産性が低く食料が少ないため、食性はより一般的である。ほとんどの時間を浅場で過ごすが、獲物の種類によっては数百メートル潜ることもある。

### 魚類
魚食性の個体群は、約30種の魚を捕食する。ノルウェーとグリーンランドの一部の個体群はタイセイヨウニシンを専食し、秋にノルウェー沿岸に回遊するニシンを追って移動する。北東太平洋では食事の96%をサケ科が占めており、脂肪分が多く大型のマスノスケが65%を占める。シロザケも捕食し、小型のベニザケやカラフトマスは重要な食料とはならない。そのため獲物の多様性が高いにもかかわらず、特定の獲物が減少すると、その地域の個体群にとっては危険な状態となる。平均して1日に 227 kg の魚を食べる。サケ類を狙う際は1頭または小さな群れで捕食するが、タイセイヨウニシンを狙う際はカルーセル・フィーディングを行う。泡を噴き出し、白い腹を見せて驚かせ、ニシンの群れを一か所に集めていく。その後、尾びれでニシンを叩き、一度に最大15匹を気絶させたり殺したりして、一匹ずつ捕食する。この摂食形態は、ノルウェーのシャチの個体群と、一部のイルカから記録されている。クリック音を用いて魚を捕らえている可能性もある。
ニュージーランドではサメやエイが重要な獲物であり、Myliobatis tenuicaudatus、Dasyatis thetidis、ホシエイ、シロシュモクザメ、ヨシキリザメ、ウバザメ、アオザメなどが含まれる。サメを水面に追いやって尾びれで叩くことがあり、エイは地面に押し付けられて水面に連れ出される。世界の他の地域では、エビスザメ、ジンベエザメ、さらにはホホジロザメも捕食している。シャチとホホジロザメの食性が重なる地域では、両者の競争が起こる可能性がある。ある地域にシャチがやってくると、ホホジロザメは逃げて他の場所で餌を探すようになる。サメの肝臓を狙っていると考えられている。一頭のシャチがホホジロザメを単独で殺して食べた事例がもある。サメやエイを捕食する場合、獲物の身体をひっくり返し擬死状態にすることで抵抗出来なくしてから食べる。軟骨魚類特有の性質を用いた有効な狩猟方法だが、エイの尾にある毒針によって致命傷を負うこともあると考えられている。水面下を遊泳していた3メートルほどのサメを真下から攻撃して一撃で仕留めた例を、海洋学者のジャック＝イヴ・クストーの海洋探査船が報告している。

### 哺乳類と鳥類

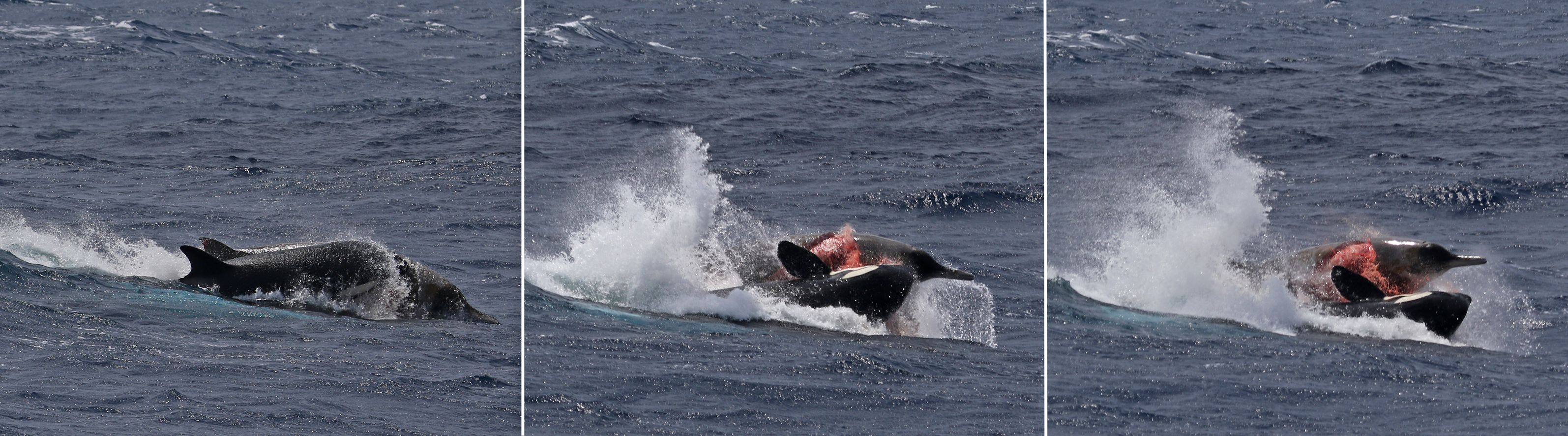
ヒモハクジラを襲うシャチ

洗練された海洋哺乳類の捕食者である。マイルカ、バンドウイルカ、カマイルカ、ハラジロカマイルカ、ネズミイルカ、イシイルカなど、より小型のマイルカ科やネズミイルカ科の種を捕食することが記録されている。これらの種を狩る際には、疲れ果てるまで追いかける。高度に社会的な種の場合、群れは獲物をその群れから引き離そうとする。群れが大きい方が獲物の逃走を防ぎやすく、投げ飛ばしたり、体当たりしたり、飛びかかったりして殺す。北極のシャチは海氷に閉じ込められたシロイルカやイッカクを襲うことがあり、浅瀬にシロイルカの幼獣を追いやって捕らえることもある。
マッコウクジラ、コククジラ、ザトウクジラ、ミンククジラなどの大型種も捕食する。2019年には西オーストラリア州南岸沖で体長18-22mと推定される成獣を含む3頭のシロナガスクジラが狩られたことが記録されている。ヒゲクジラ類では、比較的小さいミンククジラやコククジラの幼獣を狙う傾向にあり、まれに未成熟のザトウクジラやシロナガスクジラなども狙う。狩りは追跡から始まり、疲れ切った獲物に激しく攻撃する。大型のクジラの体にはシャチの歯による傷跡がよく見られる。クジラの幼獣を襲う際は、幼獣の上から繰り返し圧し掛かって呼吸を妨害し、窒息させて仕留めることが多い。だがその際、前述の通り母クジラが幼獣を守ろうとするため、場合によっては仕留めるのに何時間もかかるうえ、失敗することも多い。大型のクジラを襲う場合は、一頭がクジラの頭上に陣取って海面での呼吸を妨げ、もう一頭はクジラを底から押し上げて潜水を妨げるなどの行動が観察されている。好物はクジラの舌、口付近であり、他の多くの部分は放置されるが、しばしばシャチがクジラの死体のある場所に訪れて死体を食べることがある。
ヒゲクジラ類やマッコウクジラはシャチよりも体が遥かに大きく、幼獣には大抵は母クジラが側にいて守ろうとするため、シャチにとっても手強い獲物となる。これらの種類の成獣は体が大きく力も強いため、シャチ自身が致命傷を負いかねない。ヒゲクジラ類では比較的に小柄であるコククジラに対しても、20-30頭のシャチが1-2頭のコククジラの成獣を狙っても仕留められずに諦めることが知られている。鯨類が対抗する例も多く、シャチの群れに襲撃されたマッコウクジラの雌と子供の群れを近くにいた未成熟の雄のマッコウクジラが襲撃場面に乱入・救助して共に脱出した例がある。雌のマッコウクジラの群れは子クジラの周りで円陣を組んで尾びれを外側に向けて防御し、シャチの襲撃を撃退することがある。ミナミセミクジラも同様に円陣を作ることが知られており、ミナミセミクジラとザトウクジラの2種による混合円陣も確認されている。ザトウクジラは幼獣や他の種類の鯨類、鰭脚類やマンボウなどを防御して助けたり、群れをなしてシャチを攻撃したりする。沿岸性の強いヒゲクジラ類、特にセミクジラ科は、シャチの襲撃への対策として、自然界由来の騒音が多くシャチの行動を抑制する浅瀬を積極的に利用する。また、ヒゲクジラ類の中でもシャチからの襲撃に対する反応はザトウクジラ以外のナガスクジラ科とその他では異なっており、前者（「flight species」）は抵抗ではなく逃走する傾向が強い一方で、後者（「fight species」）は対照的に戦う傾向が強く、また「flight species」と「fight species」では発声の音域に明確な差が見られ、この差異もシャチへの対策の異なる手段として発生した可能性がある。
シャチはゴンドウクジラ属を警戒しており、ヒレナガゴンドウとコビレゴンドウはシャチの声を察知すると集団でシャチの群れを追い回すモビングを行い、その海域から退散させる。しかしアイスランドとカリブ海ではヒレナガゴンドウを、ペルーではコビレゴンドウを捕食した記録がある。
商業的な捕鯨が始まる前は、大型のクジラがシャチの主な食料源だった可能性がある。近代的な捕鯨技術の導入により、捕鯨砲の爆発音によってクジラの存在を知ることが可能となり、死亡したクジラを食べることが出来るようになった。しかし無制限の捕鯨により大型鯨類の個体数が激減したため、シャチにとっての獲物も減少した。その結果小型海洋哺乳類の消費量が増加したため、小型海洋哺乳類の減少にも寄与している可能性がある。また、絶滅危惧種および絶滅危惧の個体群にとってもシャチによる襲撃は懸念要素の一つとされており、中でも地球温暖化による海氷の減少によってシャチが侵入する海域がより北方に拡大したこともあり、絶滅危惧の個体群を含むホッキョククジラやシロイルカやイッカクへのシャチの襲撃が増加する可能性が指摘されている。
その他の獲物には、ゼニガタアザラシ、ゾウアザラシ属、カリフォルニアアシカ、トド、オタリア、セイウチなどの鰭脚類が含まれる。獲物の反撃による怪我を避けるために、獲物を食べる前に殺して無力化する。獲物を空中に投げたり、尾で叩いたり、体当たりしたり、飛び上がって上から着地したりする。アルゼンチンのバルデス半島やクロゼ諸島沖の急峻な海岸では、浅瀬でオタリアやミナミゾウアザラシを捕食し、一時的に浜辺に乗り上げて獲物を捕らえ、海に戻っていくこともある。浜辺へ乗り上げることは、鯨類にとって致命的であるため、本能的な行動ではなく、若い個体がこの技術を習得するためには何年もの練習が必要になる。成獣は若い個体の近くに弱った獲物を放し、若い個体は弱った獲物を使って難しい捕獲技術を練習する。この時獲物を殺さずに逃がすこともある。南極では、タイプBが波を起こしてウェッデルアザラシなどを狩る。頭部を海面に出し、辺りを見渡すスパイホッピングによって氷の上に休んでいる獲物を見つけ、次に群れで泳いで波を起こす。これにより獲物は氷から落ち、待ち伏せしていたシャチに捕らえられる。
一部の科学者は直接的な証拠がないにもかかわらず、アリューシャン列島で1990年代にラッコの個体数が減少したのはシャチの捕食によるものだと主張して物議を醸した。ラッコの減少はアザラシの個体数の減少に続いて起こっており、アザラシはシャチの好む獲物である。つまり漁業によって激減したアザラシの代わりにラッコが獲物となった可能性がある。北アメリカ北西岸沖では、島々の間を泳ぐヘラジカなどの陸生哺乳類を捕食することが観察されている。胃から別のシャチが発見されたことがあり、共食いの可能性もあるが、捕鯨者が投棄した死骸を漁った可能性が高い。人間に射殺された仲間を食べた例もある。レジデントが他の海洋哺乳類を食べることは観察されていないが、時折何の理由もなくイルカやアザラシを襲って殺すことがある。イルカの中にはレジデントを無害と認識し、同じ地域に留まるものもいる。
海鳥を捕食するが、殺して食べずに残すことが多い。南極および亜南極海域では、ジェンツーペンギン、ヒゲペンギン、オウサマペンギン、イワトビペンギンなどのペンギンを捕食する。多くの地域でウやカモメを捕食する可能性がある。カナダのマリンランドで飼育されていたシャチは、魚を水面に吐き出し、カモメを引き寄せて食べる方法を発見した。その後、他の4頭もその行動を真似するようになった。

## 行動

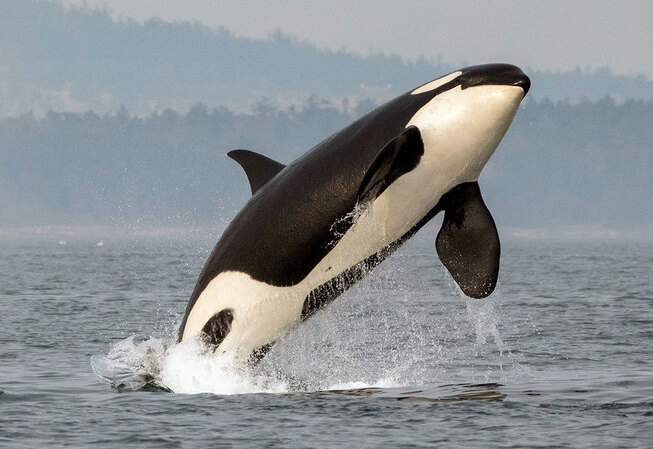
水面から飛び出すブリーチング

シャチの行動は一般的に採餌、移動、休息、交流から成る。海上に飛び出して海面へ自らの体を打ちつけるブリーチングや、水面でのテールスラッピングを頻繁に行う。求愛、コミュニケーション、寄生虫の除去、遊びなど、さまざまな目的がある。水面上に頭を出して周囲を確認するスパイホッピングも行う。レジデントはネズミイルカなど他のイルカと一緒に泳ぐ。泳ぐ速さは時速50㎞以上に及び、最大水泳速度は56㎞、バンドウイルカと並んで、最も速く泳ぐことができる哺乳類の一つである。餌を求めて1日に100キロメートル以上も移動することが知られている。好奇心も旺盛で、興味を持ったものには近寄って確かめる習性もある。
食事を目的としない余剰殺傷を行い、例えばブリティッシュコロンビア州ではシャチが雄のトドを襲う様子が目撃されたが、トドを食べることはなかった。死んだサケを帽子のように頭に乗せて泳ぐ様子も観察されている。

### 社会構造
シャチは複雑な社会を形成しており、こうした複雑な社会構造を持つ生物はゾウと真猿類のみである。シャチの複雑な社会的関係のため、多くの専門家がシャチを飼育することについて人道的な懸念を抱いている。母系社会を形成する。
北太平洋東部では、特に複雑で安定した社会集団で生活している。他の既知の哺乳類の社会構造とは異なり、レジデントは生涯母親と暮らす。群れは多くの場合、母親を中心とした血の繋がった家族のみで構成され、家長である最年長の雌とその息子や娘、そして娘の子孫などからなる母系制に基づいている。母系集団の平均サイズは5.5頭である。雌は90歳に達することもあるため、4世代が一緒に過ごすこともある。これらの母系集団は非常に安定している。交尾や索餌のために一度に数時間だけ集団から離れる。ルナという名の個体を例外として、レジデントが母系集団から永久に離れた記録はない。

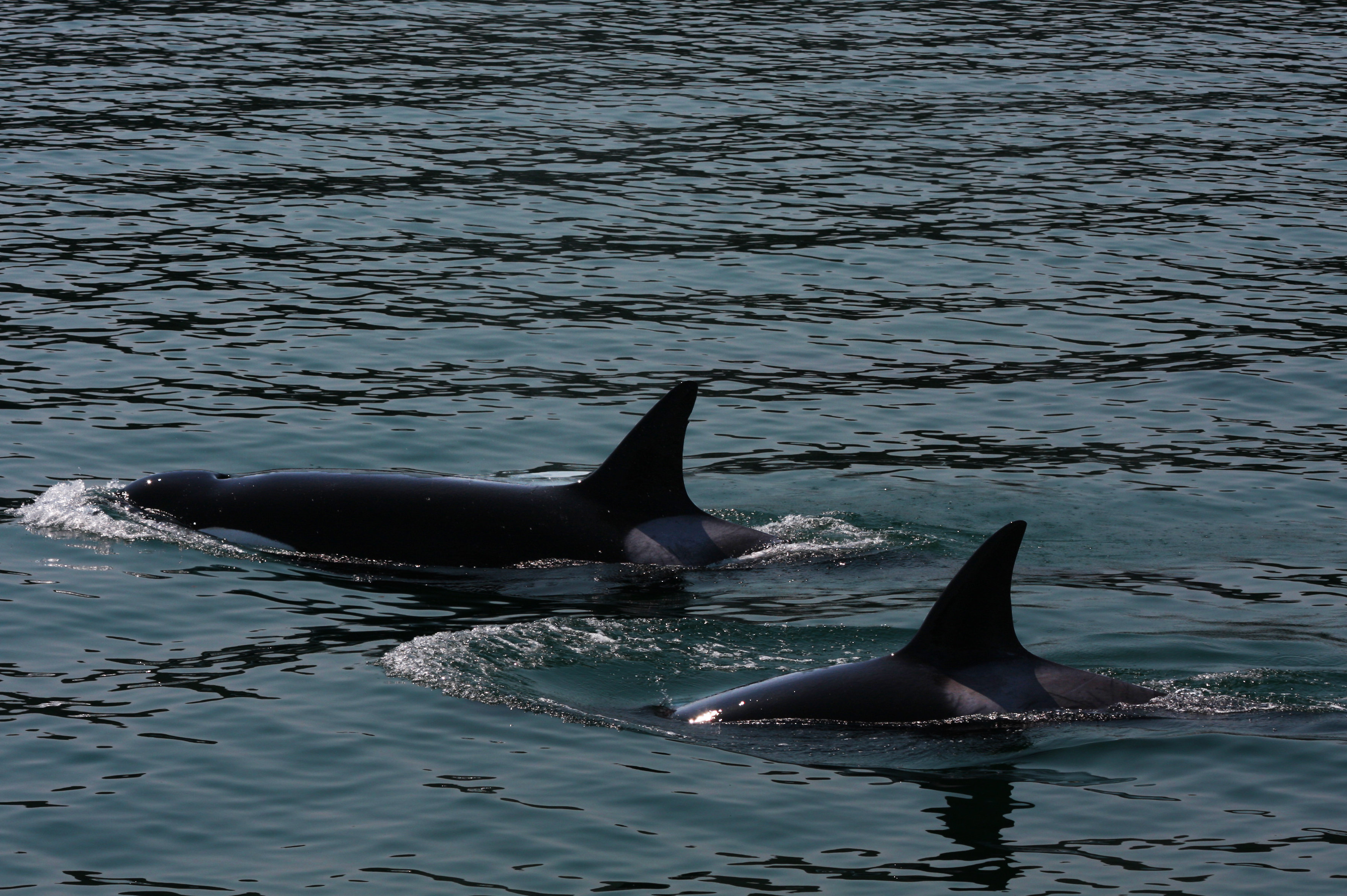
太平洋岸北西部のつがい

近縁の家族はポッドと呼ばれる緩やかな集団を形成し、通常は1–4の家族から構成される。家族とは異なり、ポッドは一度に数週間から数か月分離することがある。DNA検査によると、レジデントの雄はほぼ常に他のポッドの雌と交尾する。類似した方言と、遠い血縁関係を持つ複数のポッドで、クランを構成する。クランの範囲は重なり合っており、異なるクランのポッドが混ざり合っている。定期的な関係があるものの、母系関係や方言を共有していないポッドでコミュニティを構成する。
トランジェントの群れはレジデントの群れよりも小さく、通常は成体の雌と1–2匹の子から構成される。雄は他の雌よりも母親と強い関係を維持し、この関係は成熟しても続くことがある。レジデントとは異なり、トランジェントの子孫は雌雄ともに家族から長期間または永久に分かれることは一般的である。一部の雄は放浪し、長期的な関係を築かず、生殖可能な雌を含む群れに加わることがある。レジデントと同様に、トランジェントの群れのメンバーは共通の発声法を持ち、発声には地域差がある。
生活様式は食生活を反映しているようで、ノルウェー沖の魚食性の個体群はレジデントのような社会構造を持ち、アルゼンチンやクロゼ諸島の哺乳類食性の個体群はトランジェントのような行動をとる。同じ性別や年齢のシャチと、身体的接触や同時に浮上する行動をとることがある。これらの行動は群れの中の個体間でランダムに起こるものではなく、友情の証拠となる。
特に、生まれたばかりの個体に対する「気配り」とも取れる行動は多く観察されている。母親が餌取りに専念している間、他のメスが若い個体の面倒を見る「ベビーシッティング」的な行動が見られる。一般に、生まれたばかりの若い個体のいる群れは移動速度が遅く、潜水時間も短い。このあたりから、バンドウイルカなどと非常に似通った習性を持つと考えられる。2018年には、生後間もなく死んだ子供のシャチを3日間にわたり浮き上がらせようとする母シャチが確認された。

### 発声
他の鯨類と同様に、方向感覚、摂食、コミュニケーションのために音に大きく依存している。クリック音、ホイッスル音、パルスコールの3種類の音を発する。クリック音は主に方向感覚や獲物と周囲の他の物体の識別に使用されていると考えられ、社会的交流の際にもよく聞かれる。クリック音は噴気孔の奥にある溝から、メロンと呼ばれる脂肪で凝縮して発射する音波である。この音波は物質に当たるまで水中を移動するため、シャチはその反響音を下顎の骨から感じ取ることで、前方に何があるか判断することができる。この能力をエコーロケーション（反響定位）と呼ぶ。クリック音の性能は高く、わずか数ミリメートルしか離れていない2本の糸を認識したり、反響音の波形の違いから物質の成分、果ては内容物まで認識したりすることが可能だという。
北東太平洋のレジデントは、同じ海域のトランジェントよりもはるかに発声が多い傾向にある。レジデントは主にマスノスケとシロザケを餌としているが、タイセイヨウサケの聴力検査の結果、これらはシャチの鳴き声には鈍感であることが明らかとなった。対照的に、トランジェントの餌となる海洋哺乳類はシャチの鳴き声をよく聞き取るため、トランジェントはあまり発声を行わないのである。トランジェントの発声は、主に水面に浮上する際と、獲物を仕留めた後の遊泳の際に限られている。
レジデントの群れのメンバーは全員、似たようなパルスコールを使い、これを方言と呼ぶ。方言は特定の数と種類の個別で反復的なパルスコールから成り、複雑で、時間が経っても安定している。パルスコールのパターンと構造は家族内でも特徴的である。幼獣は母親と似た音を出すが、レパートリーはより限られている。ポッドのメンバーとの接触を通じて方言を習得する可能性が高い。家族特有の声は幼獣の誕生後の数日間により頻繁に観察されており、それが方言の習得に役立つ可能性がある。方言は群れのアイデンティティと結束力を維持するための重要な手段であると考えられている。方言の類似性は群れ間の血縁関係の度合いを反映している可能性があり、時間の経過とともにその変化は大きくなる。群れ同士が出会うと、二つの周波数から成るバイフォニックコールを発し、これはポッド間の関係を区別する要因となる可能性がある。
レジデントの方言には7–17種類、平均11種類の独特な鳴き声がある。北米西海岸のトランジェントの群れは基本的に同じ方言を話すが、地域によってわずかな違いが見られる。オフショアはレジデントやトランジェントとは異なり、群れ特有の方言を持っている。ノルウェーとアイスランドのニシンを食べる個体群は、狩りなどの活動において異なる発声をしている。南極のマクマード湾に生息する個体群は、28種類の複雑なパルスとホイッスル音を発する。

### 知能
動物の中で最も重たい脳を持つマッコウクジラに次いで、海洋哺乳類の中では二番目に重たい脳を持つ。人間を含むどの哺乳類よりも多くの灰白質と皮質ニューロンを持つ。飼育下で訓練されており、しばしば知的な動物であるとされるが、環境や行動が人間とは大きく異なる種であるため、知性の定義や測定が難しい。他の個体の行動を真似し、意図的に仲間に新たな行動を教えている。クロゼ諸島沖では、母親が子供を浜辺に押し出し、必要に応じて戻すことを待つ。2023年には、スナイフェルス半島で雌のシャチが生まれたばかりのゴンドウクジラと一緒にいる様子が目撃された。

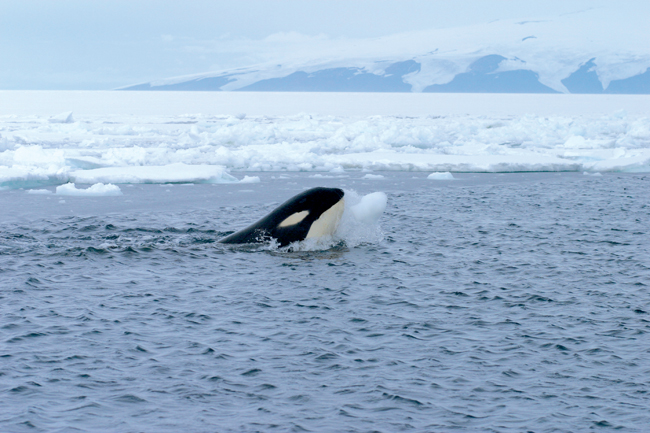
氷で遊ぶ

シャチと親しく接した人々は、シャチの好奇心、遊び心、問題解決能力を示す数多くの事例証拠を提供している。アラスカのシャチは延縄から魚を盗む方法を学んだだけでなく、餌を付けていない囮を見破っている。漁師たちは数マイル離れた場所に船を置き、交代で少しずつ獲物を回収することで、回収中の獲物を盗む時間を短くした。この戦術は当初はうまくいったが、シャチはすぐに適応した。野生のシャチが人間が取ろうとしている物体を動かして人間をからかったり、人間が雪玉を投げた後に氷の塊を投げ始めたりした事例がある。道具を使用する様子が観察された事例がある。
シャチの方言の使用や、学習した行動を次の世代へと伝えることは、動物の文化とされている。群れの複雑で安定した発声と行動の文化は、人間以外には類を見ないもので、文化的能力を独自に進化させたと考えられる。

## 繁殖と成長

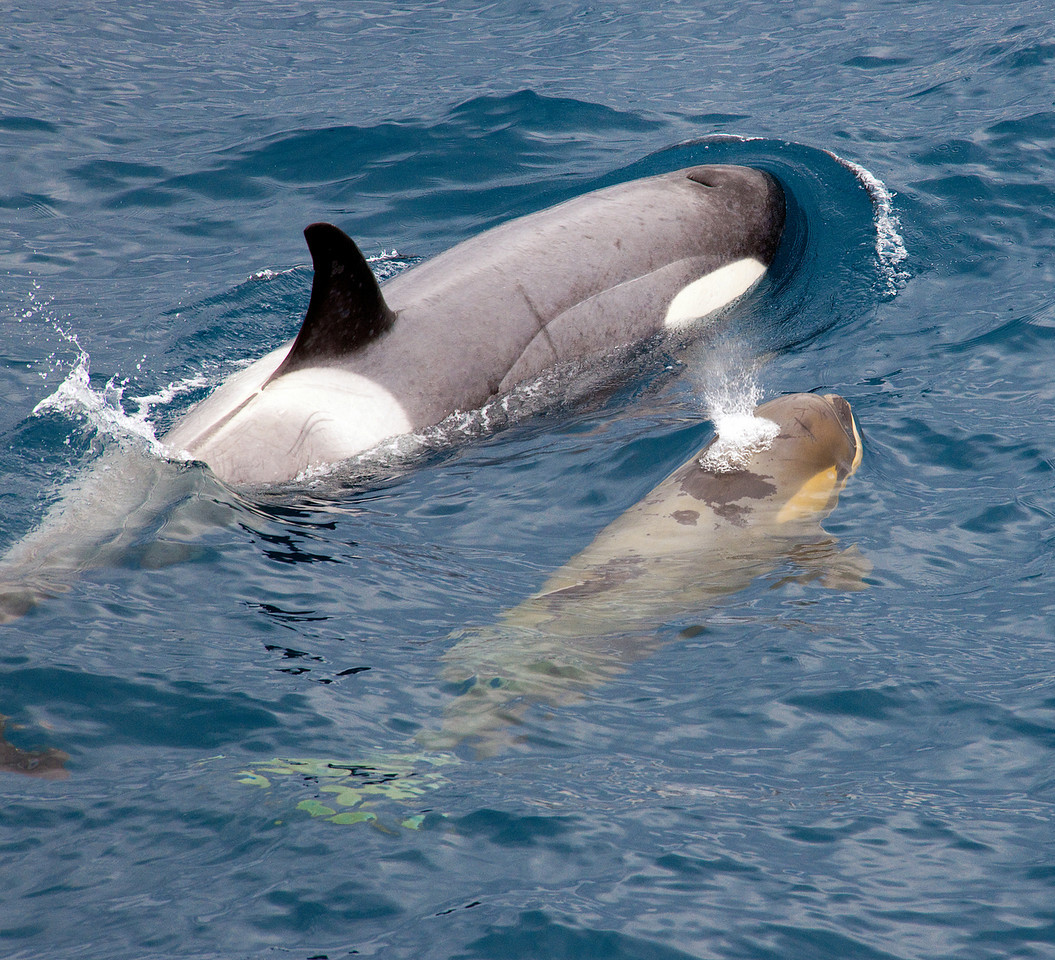
サウスジョージア島近海の母子

雌は10 - 13歳ごろから成熟し始め、20歳ごろに繁殖力がピークに達する。3-16ヶ月の無発情期が起こる。雌は40歳まで繁殖できることが多いが、その後繁殖力が急激に低下する。閉経して繁殖を終えた後も数十年生きる数少ない動物である。野生下での雌の寿命は通常50-80歳である。グラニーという個体は死亡時に105歳だったと推定されたが、その後の調査で65-80歳と判明している。最も長生きするシャチの一つはオーシャンサンで、推定年齢が97歳である。飼育下では野生よりも寿命が短い傾向があると考えられ、科学的な議論の対象となっている。
雄は他の群れの雌と交尾することで、近親交配を防ぐ。妊娠期間は15–18ヶ月。母親は通常5年に1度、1頭の子を出産する。レジデントの群れでは、出産は一年中起こるが、最も多いのは冬である。生後7ヶ月間の死亡率は非常に高く、子の37–50%が死亡する。離乳は生後約12ヶ月で始まり、2年で完了する。いくつかの地域での観察によると、群れの雄雌全員が子供の世話に参加する。
雄は15歳で性成熟するが、通常21歳までは繁殖しない。野生の雄は平均で約29歳、最長で約60歳まで生きる。オールド・トムとして知られる雄は、1840年代から1930年にかけてオーストラリアのニューサウスウェールズ州沖で毎年冬に目撃報告があり、90歳まで生きていたことになる。歯の検査から、死亡年齢は35歳前後であることが示されたが、この年齢判定方法は高齢の個体には不正確であると現在では考えられている。太平洋岸北西部で研究者にJ1と呼ばれていた雄は、2010年に死亡したとき59歳と推定された。一番年上のオスはジョンコとハベソンで、ジョンコは64歳、ハベソンは63歳と推定されている。鯨類の中では独特で、尾が加齢とともに長くなり、頭部が比較的短くなる。
子殺しは飼育下でのみ起こると考えられていたが、2016年にブリティッシュコロンビア沖の研究者によって野生の個体群で観察された。（ここに示したアルファベットは便宜上のものである。）雄成獣aが同じ群れの雌Bの子bを殺し、雄成獣aの母親Aも襲撃に加わった。雄成獣aが子bを殺したのは雌Bと交尾するためであり、雄成獣aの母親Aは息子の繁殖の機会を支援したと推測されている。この襲撃は、雌Bが雄成獣aを負傷させたことで終わった。このような行動は、バンドウイルカなど多くの小型種と一致している。野生のシャチの死因についての調査が少ないが、幼い個体は感染症と栄養不良、若いものや成獣の場合は細菌感染症を含む病気、鈍的外傷が報告されている。

## 保全状況

### 捕鯨

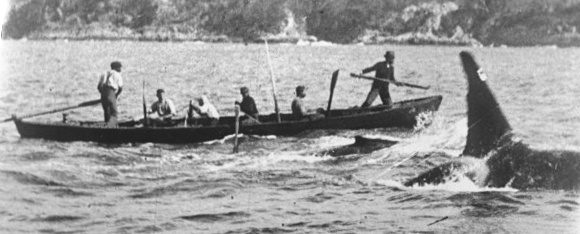
ザトウクジラの子供を追い込むオールド・トムとイーデンの捕鯨業者。

シャチの漁業に関する最も古い記録は、18世紀の日本に遡る。19世紀から20世紀初頭にかけて、世界中で捕鯨によって膨大な数のヒゲクジラとマッコウクジラが捕獲されたが、回収可能な鯨油の量が限られていること、個体数が少ないこと、捕獲が困難であることなどから、シャチはほとんど無視されていた。大型種が減少すると、20世紀半ばにはシャチが商業捕鯨の標的となった。1954年から1997年の間に、日本では1,178頭、ノルウェーでは987頭が漁獲された。環境省の推定では、1940年代後半から1960年代の間に、日本国内では約1600頭が捕獲された。1979年から1980年だけで南極で916頭が捕獲されるなど、シャチの乱獲が相次いだため、国際捕鯨委員会は、さらなる調査が行われるまで、商業的な捕獲を禁止するよう勧告した。今日では、インドネシアとグリーンランドの先住民に対して小規模な自給自足のための捕獲が許可されているものの、大規模な捕獲を行っている国はない。商業的な捕獲以外では、漁業との潜在的な衝突に対する懸念から、日本沿岸などで駆除が行われた。こうした事例としては、1957年に瀬戸内海で明石海峡と播磨灘に定住していたつがいが駆除された事例、1970年に東京湾に入り込んだ11頭の群れのうち5頭が駆除された事例、1990年代に台湾南部での捕獲記録などがある。
インドネシアのロンブレン島のラマレラ村では本種も含めたハクジラ類を対象とした生存捕鯨が行われており（スタグハントゲームも参照）、2000年代以降もシャチが捕獲されている。

### 保護

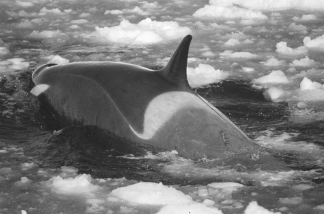
タイプCは他のタイプと異なり、背中が灰色である。保護のためにも分類学的な研究が進められている。

国際自然保護連合は2008年に、シャチが複数種に分けられる可能性を考慮し、保全状況評価を保全対策依存からデータ不足に変更した。餌となる種の枯渇、汚染、大規模な石油流出、騒音や船との衝突による生息地の撹乱が脅威となっている。ワシントン条約の付属書IIに掲載されており、加工品を含む国際取引が規制されている。
2020年1月、イングランドとウェールズで2001年以来初めてシャチが死んでいるのが発見され、胃の中に大きなプラスチック片が詰まった状態であった。栄養段階の最も高い位置にあり、ポリ塩化ビフェニルなどの毒素の生体蓄積による中毒のリスクが特に高い。ヨーロッパのゼニガタアザラシは、高レベルのPCBや関連汚染物質に関連する生殖機能と免疫機能の問題を抱えており、ワシントン沖での調査では、シャチのPCBレベルはゼニガタアザラシに健康問題を引き起こしたレベルよりも高いことがわかった。ノールノルゲでの脂肪サンプル調査では、ホッキョクグマよりも高いレベルのPCB、農薬、臭素系難燃剤が検出された。2018年にサイエンスに発表された研究によると、このような汚染により、世界中のシャチの個体数が劇的に減少する見込みである。
太平洋岸北西部では、レジデントにとって主要な食料である、野生のサケの個体数が近年劇的に減少している。ピュージェット湾地域では、過去数年間の出産数が少なく、個体数はわずか75頭である。アラスカ西海岸とアリューシャン列島では、アザラシとアシカの個体数も大幅に減少している。
2005年に米国政府は絶滅の危機に瀕する種の保存に関する法律に基づき、南部レジデントを絶滅危惧種に指定した。3つの群れから構成され、主にブリティッシュコロンビア州とワシントン州のジョージア海峡、ハロ海峡、ピュージェット湾に生息している。他の個体群とは繁殖せず、個体数はかつては200頭と推定されていたが、後に約90頭にまで減少した。2008年の調査では、7頭が死亡したと推定され、その数は83頭に減少した。これは過去10年間で最大の個体数の減少であり、マスノスケの減少に起因する可能性がある。
科学者のケン・バルコムによると、米海軍のソナーがシャチに危害を加える可能性がある。彼はワシントン州にある研究施設でシャチを研究した。彼はピュージェット湾での観察も行っていたが、2003年5月に、ピュージェット湾沿岸でシャチがいつもと違う行動をしていることに気づいた。シャチは興奮して無秩序に動き、ソナーの音から逃れるために頭を水から上げようとしていた。バルコムは当時、水中マイクで検知された奇妙な水中の音がソナー音であることを確認し、その音は19キロメートル離れた米海軍のフリゲート艦から発せられたものだとした。ソナーはシャチの生命を脅かす可能性がある。バルコムの発見の3年前、バハマ諸島での調査で、14頭のアカボウクジラが海岸に打ち上げられたことがわかった。これらは米海軍の駆逐艦がソナー訓練を開始した日に浜辺に打ち上げられた。浜辺に打ち上げられた14頭のうち、死亡した6頭を調査したところ、 2頭の頭部のCTスキャンでは脳と耳の周囲に出血が見られ、減圧症と一致していた。
2008年9月、カナダ政府は既存の絶滅危惧種法とは別にシャチに対してさらなる保護を実施する必要はないとの決定を下した。この決定に対して、6つの環境保護団体が政府を相手取り、ブリティッシュコロンビア州沿岸でシャチが多くの脅威に直面しているにも関わらず、政府はこれらの脅威からシャチを守るために何もしていないと主張して訴訟を起こした。法律と科学を扱う非営利団体のエコジャスティスが訴訟を主導し、デヴィッド・スズキ財団、エンバイロンメンタル・ディフェンス、グリーンピース・カナダ、国際動物福祉基金、レインコースト・コンサベーション・ファウンデーション、ウィルダネス・コミティーを代理した。デイビッド・スズキ財団の海洋科学者ビル・ウェアハムを含むこの訴訟に関わった多くの科学者は、船舶交通量の増加、水の有毒廃棄物、サケの減少が大きな脅威であり、ブリティッシュコロンビア州沿岸の約87頭のシャチが危険にさらされていると指摘した。
船舶の航行、掘削、その他の人間の活動による水中の騒音は、ジョンストン海峡やハロ海峡など、いくつかの主要なシャチの生息地において大きな懸念事項となっている。1990年代半ばには、サケの養殖場でアザラシの侵入を阻止するために騒音を発するようになったため、シャチも周囲の海域を避けていた。海軍が使用する強力なソナーは、シャチや他の海洋哺乳類を妨害する。ホエールウォッチングの対象として人気があるが、船が近づきすぎたり、移動経路を遮ったりすると、シャチにストレスを与え、行動を変化させる可能性がある。
エクソンバルディーズ号原油流出事故は、プリンス・ウィリアム湾とアラスカのキーナイ・フィヨルド国立公園付近のシャチに悪影響を及ぼした。翌年には一つのレジデントの群れで、半数にあたる11頭が姿を消した。流出はサケなど餌となる動物の個体群にダメージを与え、その結果シャチにも影響が及んだ。2009年までに、科学者はトランジェントのAT1個体群の個体数はわずか7頭で、流出以来繁殖していないと推定した。この個体群は絶滅すると予測された。

### その他
象牙の代用としてシャチの歯を含む代用品が取引の対象となっていたが、2025年にイギリスの「象牙法」の対象生物リストの拡大が決定され、本種を含めた代用種（シャチ、マッコウクジラ、イッカク、カバ）の歯も規制対象に指定される事となった。

## 人との関わり

### 先住民の文化
太平洋沿岸北西部の先住民の文化では、芸術、歴史、精神性、宗教にシャチが登場している。ハイダ族はシャチを海で最も強い動物とみなし、彼らの神話には海底の家や町に住むシャチの話が語られている。神話によると、シャチは水中に沈むと人間の姿をとり、溺れた人間はシャチと一緒に暮らすという。クワキウトル族にとって、シャチは海底の支配者、アシカは奴隷、イルカは戦士であった。ヌートカ族とクワキウトル族の神話では、シャチは亡くなった酋長の魂の化身とされた。アラスカ南東部のトリンギットは、シャチを海の守護者であり、人間の恩人であると考えていた。ルミ族はシャチを人間とみなしており、「qwe'lhol'mechen (波の下にいる私たちの親類)」と呼んでいる。

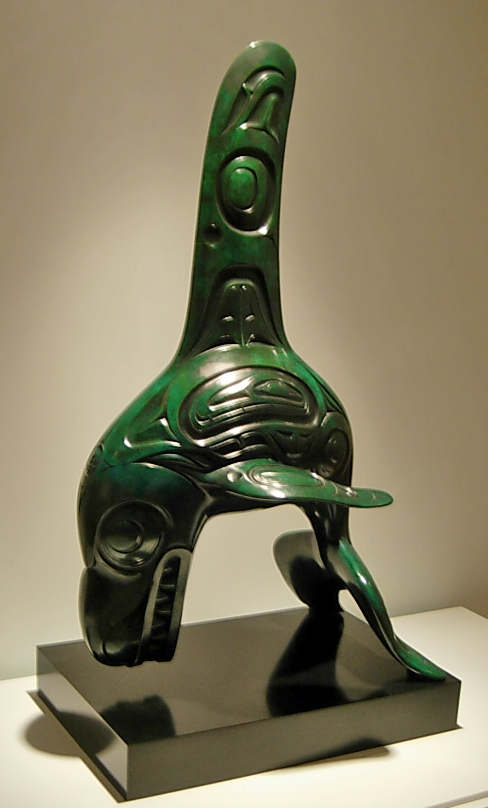
ビル・リードによるハイダ族の彫刻

ニューファンドランド島のマリタイム・アーカイックの先住民もシャチを非常に尊敬していたことが、4000年前の遺跡から発見された石の彫刻から分かっている。
シベリアユピックの間には、シャチは冬にはオオカミの姿で現れ、夏にはオオカミがシャチの姿で現れるという伝承がある。シャチはセイウチを追い払うハンターを手助けすると信じられている。敬意はさまざまな形で表現され、船はシャチを象り、木彫りのシャチをハンターのベルトに付けている。タバコや肉などの小さな捧げものが海に撒かれる。
北海道、千島列島、南樺太のアイヌの人々は、シャチを民間伝承や神話の中で、沿岸にクジラという富をもたらす存在と考えており、レプンカムイと呼んでいた。座礁したり死亡したシャチには、ヒグマなど他の動物の葬儀に似た伝統的な葬儀が行われていた。

### 野生のシャチによる襲撃

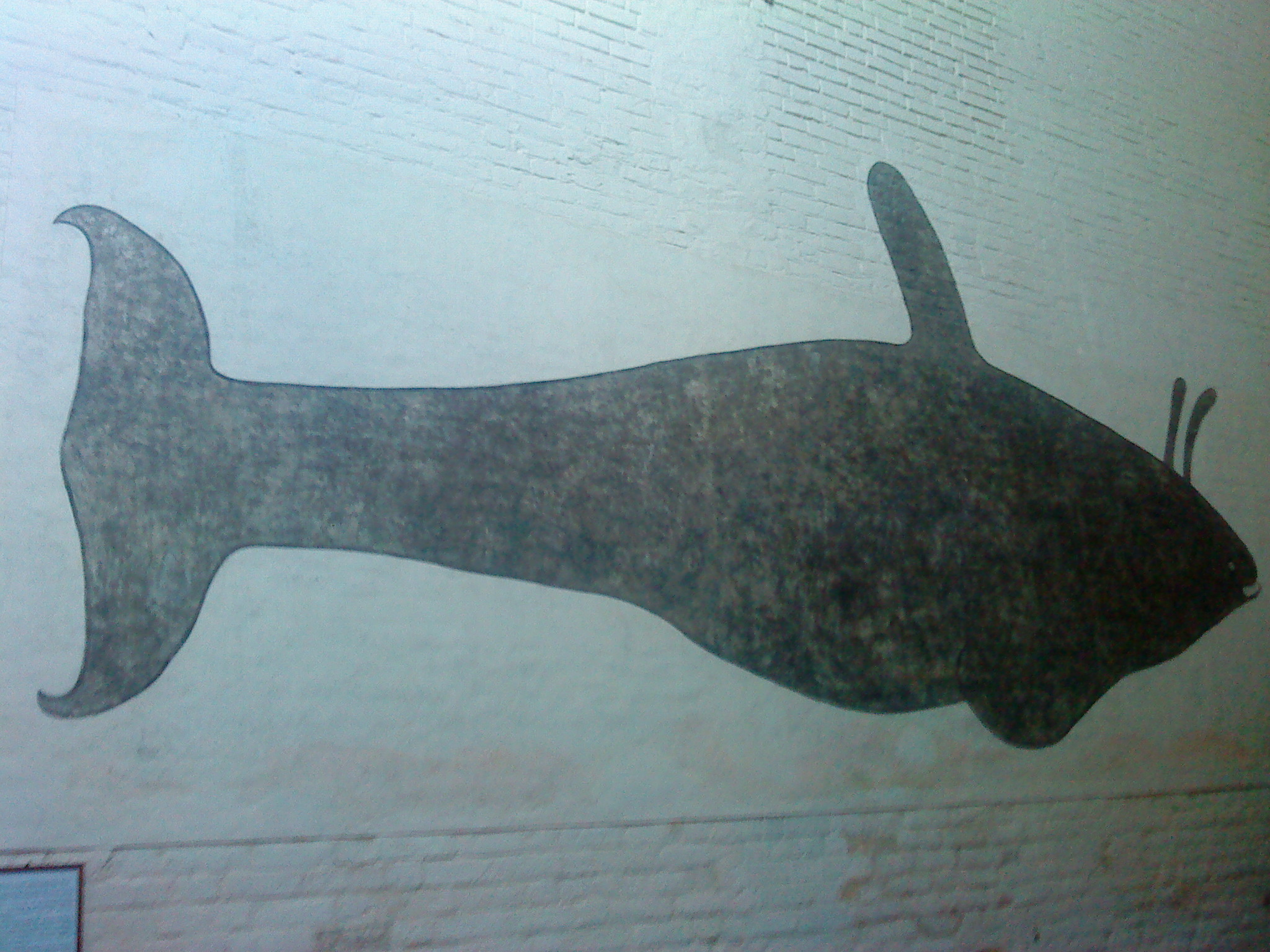
1545年にグライフスヴァルトの教会に描かれた雄

西洋では、シャチは歴史的に危険で獰猛な動物として恐れられてきた。シャチに関する最初の記述は、西暦70年頃に大プリニウスによってなされた。彼は「シャチの姿は、歯の付いた巨大な獰猛な肉の塊としか表現できず、他の種類のクジラの敵である...彼らは、軍艦が体当たりするように、突進して突き刺す」と書いている。
野生のシャチによる人間への襲撃はわずかに例があるものの、いずれも致命傷には至っていない。シャチが、仲間に危害を加えた人間に報復したと見られるケースは報告されている。テラノバ遠征では、犬ぞりチームとカメラマンが立っていた氷山をシャチがひっくり返そうとした。犬の吠え声がアザラシの鳴き声によく似ていたため、シャチの狩猟意欲を刺激したのではないかと推測されている。1970年代にはカリフォルニアでサーファーが噛まれたが、シャチはその後撤退した。シャチは好奇心が強いが力も強いため、遊ぶことが目的であった可能性もある。2005年には、ゼニガタアザラシがよく見られる地域で水遊びをしていたアラスカの少年が、獲物と間違えてシャチにぶつかられた。

### シャチによる船舶への攻撃
2020年頃から、南ヨーロッパの沖で1頭以上のシャチの群れがヨットを襲い始め、数隻が沈没した。2020年にはイベリア半島沖で少なくとも15件のシャチと船との接触が報告された。2020年から2023年にかけて、500隻もの船舶が被害に遭っている。ジブラルタル沖の双胴船から引きちぎられた2つの舵のうちの1つにシャチが噛みついているビデオが記録されている。船長は、これが彼の指揮下にある船舶への2度目の攻撃であり、シャチは舵に集中しており、他のものには手を出していなかったと報告した。2023年にノルウェー沖でシャチが船に繰り返し衝突した事件を受けて、この行動が他の地域にも広がっているのではないかと懸念されている。このため、船員は砂袋を携帯するよう勧告されている。舵の近くの海中に砂を落とすと、シャチの反響定位が混乱すると考えられている。この行動が何らかのトラウマに対する復讐または防衛反応なのか、それとも船のスクリューから高速の水流を出させようとする遊び心や欲求不満の結果なのかについては、専門家の間でも意見が分かれている。

### 飼育下のシャチによる襲撃
野生のシャチとは異なり、飼育下のシャチは1970年代以降、人間を20回近く襲っており、そのうちのいくつかは致命的な攻撃となっている。ステージ上にいた飼育員を水中に引きずり込み溺死させた事件が起こっている。この事例の個体は過去にも飼育員と客を死なせており、三人目の犠牲者だった。これまでにシャチが意図的に人を食い殺した事例ははっきりと知られていないが、その巨体ゆえにじゃれる程度でも場合によっては被害に遭う可能性があり、安全とは言いがたい。

### 人によるシャチへの攻撃
クジラ漁師との競争により、シャチは害獣とみなされていた。現代の日本でも漁業被害が発生しており、北海道では漁獲対象の魚が捕食されたり、漁網を破られる事例が報告されている。道東の釧路町では、シャチが漁網ごと魚を食いちぎる動画を地元漁業者が撮影し、被害の深刻さを訴えている。以前は太平洋北西部とアイスランドの海域でシャチの射殺が容認され、政府によって奨励さえされていた。ごく最近まで行われていた駆除の激しさを示すものとして、1970年までにピュージェット湾で水族館用に捕獲されたシャチの約25%には銃弾の傷跡があった。米海軍は1956年にアイスランド海域で機関銃、ロケット弾、爆雷を使って何百頭ものシャチを故意に殺したと主張した。

### 近代文化におけるシャチ
西洋諸国におけるシャチに対する態度は、ここ数十年で劇的に変化した。1960年代半ばから1970年代初めにかけて、シャチは一般の人々や科学者の間でかなり広く知られるようになった。そのきっかけとなったのが、1964年にサターナ島沖で銛で捕獲された南部レジデントのモビードールという名の個体が展示されたことだった。モビードールは、生きた状態で間近で研究された初めてのシャチであった。シャチの鳴き声に関する初の科学的研究など、モビードールにより2つの論文が掲載された。当時はシャチに関する知見が皆無であり、モビードールがどんな餌を好んで食べるのか突き止めるまでに2ヶ月近くかかった。モビードールはおとなしく、人間を襲おうともしなかったため、見た人を驚かせた。

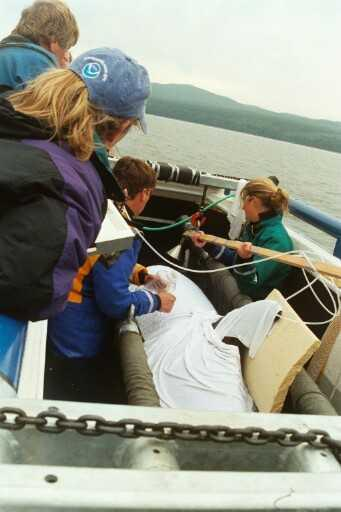
2002年にスプリンガーは家族の元に戻った。

1964年から1976年にかけて、太平洋沿岸北西部のシャチ50頭が水族館で展示するために捕獲され、シャチに対する一般の関心が高まった。1970年代には、マイケル・ビッグが先駆者となった研究により、シャチの複雑な社会構造、音声によるコミュニケーション、母子間の非常に安定した絆が発見された。写真による識別技術により、個体は数十年にわたって命名され、追跡された。ビッグの手法により、太平洋沿岸北西部の個体数は、これまで想定されていた数千頭ではなく、数百頭程度であることも明らかになった。南部に生息する個体群だけでも48頭が捕獲によって失われ、1976年までに80頭しか残っていなかった。太平洋沿岸北西部では、無意識のうちに標的にされていたものの、数十年のうちに文化的な象徴となった。
世間のシャチに対する評価が高まるにつれ、水族館での飼育に対する反対も強まった。1976年以降、北米の海域で捕獲された個体はわずか1頭であった。近年のシャチに対する世間の関心の高さは、個体をめぐるいくつかの取り組みに現れている。1993年の映画「フリー・ウィリー」の成功を受けて、映画の主人公を演じたケイコは2002年に捕獲されていたが、故郷であるアイスランドの海岸に戻す取り組みが行われた。しかし、ケイコは北極海の厳しい気候に適応できず、解放されてから1年後に肺炎を患い、27歳で死亡した。2002年、孤児となったスプリンガーがピュージェット湾で発見された。彼女は人間の介入によって野生の群れに復帰することに成功した最初の個体となり、この地域のシャチの発声と社会構造に関する数十年にわたる研究に貢献した。スプリンガーの救出により、群れからはぐれてしまったルナという名の個体も復帰させられるのではないかという希望が生まれた。しかしルナの場合は介入すべきかどうか、またどのように介入すべきかについて論争を巻き起こし、2006年にルナは船のスクリューとぶつかって死亡した。

#### 人との協力
シャチは人間による捕鯨を手伝ってきた。19世紀下旬から20世紀上旬にかけて、オーストラリアのニューサウスウェールズ州のイーデン沿岸ではオールド・トムという有名な個体とその一族は、地元の捕鯨業者と協力関係を結び、ヒゲクジラ類を湾内に追い込んで褒美として肉を与えられていた。しかし、一般的にシャチは捕獲されたクジラの肉を狙って集まるため、捕鯨者たちはシャチを迷惑な生物とみなすことが多かった。アラスカのプリンス・ウィリアム湾などでは、捕鯨者がシャチを射殺したために、個体数が大幅に減少した可能性がある。

### ホエールウォッチング
ホエールウォッチングなどのエコツーリズムの観察対象として人気が高まり続けているが、シャチに影響を与える可能性もある。大量の船舶による排気ガスは、2019年初頭の時点で残っている75頭の南部レジデントの全体的な健康状態に対する懸念を引き起こしている。この個体群は、5月から9月の間、1日12時間、約20隻の船舶によって追跡されている。研究者は、これらの船舶が日中の98-99.5％の間、これらの個体群の視界内にあることを明らかにした。非常に多くの船舶があるため、周囲の空気の質が悪化し、シャチの健康に影響を与える。大気汚染物質によって、シトクロムP4501Aの遺伝子ファミリーが活性化する。この遺伝子の活性化と大気汚染物質との直接的な相関関係は、同じ遺伝子を誘発する他の既知の要因があるため、確認することはできない。モデリング研究により、汚染物質の最小毒性量は、人体への投与量の約12％であることが判明した。
2017年には、ブリティッシュコロンビア沖での船舶の最小接近距離が、以前の100mから200mに変更された。この新しい規則は、2011年から施行されているワシントン州の180mという最小接近距離に対応している。シャチが船舶に近づいた場合、通り過ぎるまでニュートラルにしなければならない。世界保健機関は、これらの船舶からの汚染物質の排出を制御するために、大気の基準を設定した。

### 飼育

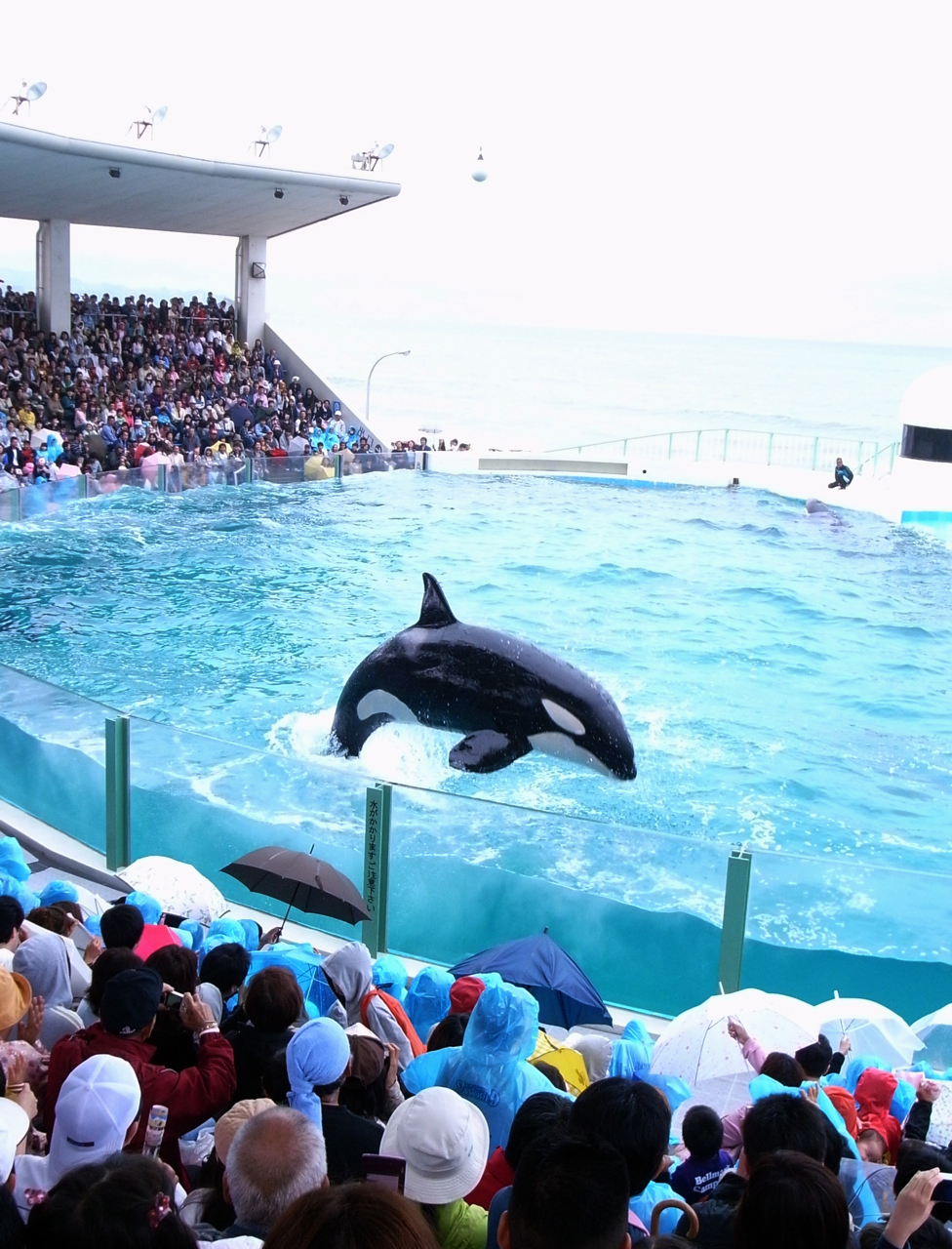
鴨川シーワールドでのシャチショー

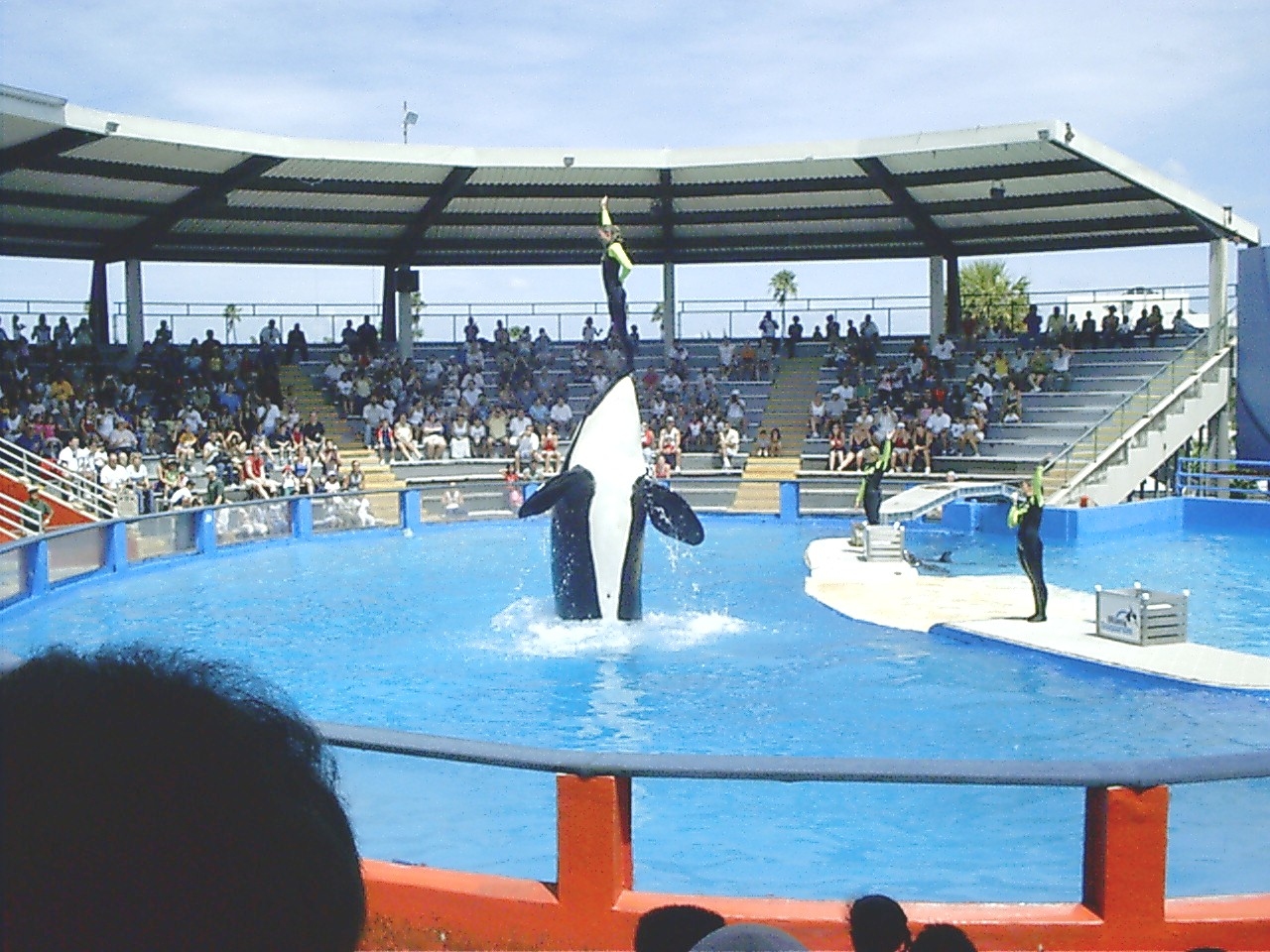
マイアミ水族館で芸をするロリータという名のシャチ

知性の高さ、訓練のしやすさ、印象的な外見、飼育下での遊び、体の大きさから、水族館で人気の動物となっている。1976年から1997年にかけて、アイスランドでは55頭、日本では19頭、アルゼンチンでは3頭が野生から捕獲された。これらの数字には捕獲中に死亡した個体は含まれていない。1990年代には捕獲される個体が劇的に減少し、1999年までに、世界で展示されている48頭のうち約40%が飼育下で生まれた個体となった。
世界動物保護協会やホエール・アンド・ドルフィン・コンサーベーションなどの団体は、シャチの飼育に反対している。飼育下の雄の60-90％は背びれが湾曲するなど、飼育下特有の症状もある。飼育下では寿命が大幅に短く、平均して20代までしか生きられない。とはいえ40代まで生きた個体も存在しており、シーワールドとミネソタ動物園の研究では、野生のシャチと飼育下のシャチの生存率に大きな違いはないと示されている。しかし野生では、幼少期を生き延びた雌は平均46年、まれに70-80年生きる。幼少期を生き延びた野生の雄は平均31年、まれに50-60年生きる。飼育下の環境は本来の生息地と大きく異なり、飼育下の集団は野生とは異質である。これらの要因と、野生の行動とは異なるショーなどにより、飼育下の生活はストレスが多いという主張もある。野生のシャチは1日に最大160km移動する可能性があり、大きさや知能の面からも飼育には適さないという意見もある。飼育下のシャチは時折、自分自身や水槽の仲間、人間に対して攻撃的な行動をとるが、これをストレスの結果だとする意見もある。1991年から2010年の間に、ティリクムという雄のシャチが3人の死に関与し、2013年の映画「ブラックフィッシュ」はこれを題材とした。ティリクムは1992年からシーワールドで暮らし、2017年に亡くなった。
2016年3月、シーワールドはシャチの繁殖とショーを終了すると発表した。2020年になってもショーは開催されていた。フランスでは、2026年からイルカショーやシャチショーが禁止され、2028年から野生動物の所有自体が違法になる。その他、既にヨーロッパの20か国以上は、動物を娯楽目的で利用することを禁止している。
2008年時点で、日本、アメリカ合衆国、カナダ、フランス、スペイン、アルゼンチンの6ヶ国11施設で、計42頭が飼育されていた。うち、野生個体（野生状態から捕獲した個体）13頭、繁殖個体（飼育下で出産された個体）29頭であった。日本での初飼育は、1970年の鴨川シーワールドである。日本初の飼育下繁殖成功は1998年の鴨川シーワールド（「ラビー」、メス）であり、さらに「ラビー」は2008年に日本初の飼育下3世を出産（「アース」、オス）している。過去には伊豆三津シーパラダイス、太地町立くじらの博物館、アドベンチャーワールド、江の島水族館で飼育されていた。2024年6月時点で、日本では鴨川シーワールド、名古屋港水族館、神戸須磨シーワールドの3施設で飼育展示がされている。3施設に7頭が飼育されているものの、全ての個体に血縁関係があり、これ以上の繁殖は不可能である。1997年に、和歌山県太地町で5頭のシャチが追い込み猟で捕獲された。5頭のシャチのうちの1頭は妊娠しており、お腹に子供がいた。しかし、これら全てのシャチが死亡した。日本国内での捕獲は学術目的以外では禁止されている。

### シンボル
アメリカ海軍や海上自衛隊において、潜水艦乗組員の徽章はシャチをあしらったデザインだが、「ドルフィンマーク」と呼ばれている。
大阪市に本社を置く大和冷機工業株式会社はシンボルマークにシャチを採用しており、冷蔵庫や製氷機に掲げている。
Jリーグ・名古屋グランパスエイトの公式マスコットグランパスくん、およびその家族の「グランパスファミリー」は、いずれもシャチをモチーフにしている。
関西独立リーグ（さわかみ関西独立リーグ）の和歌山ウェイブスは、チームのロゴにシャチをあしらっており、2024年には「ウェイビー」というイメージキャラクターも制定された。

### フィクション
シャチはその知名度故に、海を舞台にした映画や漫画などの作品に多く登場する。
- 映画『オルカ』では家族の復讐のために怪獣並みの破壊行為を行う。
- 映画『テンタクルズ』では人を襲う巨大なタコに立ち向かう。
- 映画『フリー・ウィリー』シリーズではシャチと子供の愛情を描いている。
- 世界名作劇場のテレビアニメ『七つの海のティコ』では、物語全般で主人公らと共に行動、活躍する姿が描かれている。
- 熊谷達也の小説『モビィ・ドール』では「モビィ・ドール」とあだ名されたシャチがイルカ・ウォッチングのための大事なイルカたちを襲う。
- 谷甲州の小説『航空宇宙軍史』シリーズ内に、シャチの頭脳を組み込んだ兵器『無人砲艦ヴァルキリー』が登場する。
- スーパー戦隊シリーズ32作目「炎神戦隊ゴーオンジャー」にてオルカをモチーフにしたゴーオングリーンの相棒バルカが登場する。